# 王金刚奴
王金刚奴（14世纪？—1409年），一说姓黄，明朝初期陕西民变首领，阶州（今甘肃武都）人。
明太祖洪武初年，称三元帅，与高福兴、田九成以白莲教在沔县等地起家。洪武三十年（1397年）二月，和田九成举旗反明，恢复红巾军传统，田九成自称汉明皇帝，王金刚奴为四天王，年号龙凤（小明王韩林儿的年号）。义军攻克阳平关、略阳、文县、徽县等地，明朝派大将耿炳文镇压，田九成被俘杀，余部在王金刚奴领导下，进行秘密活动，至永乐七年（1409年），在家乡被捕杀。